# Cupa Africii pe Națiuni 2012
Cupa Africii pe Națiuni 2012 a fost a 28-a ediție a Cupa Africii pe Națiuni, competiția continentală pentru selecționatele federațiilor membre ale Confederației Africane de Fotbal (CAF). Țările gazdă au fost Gabon și Guineea Ecuatorială. Zambia a învins în finală naționala Coastei de Fildeș după loviturile de departajare. Echipa Zambiei a dedicat victoria victimelor dezastrului aerian din 1993 când toți oamenii prezenți la bord (25) au murit.

## Gazdă
Cele cinci țări, a căror candidatură a fost acceptată, au fost:
- Angola
- Gabon /  Guineea Ecuatorială
- Libia
- Nigeria (gazde de rezervă)

Gabon și Guineea Ecuatorială au câștigat dreptul de a găzdui acest turneu după ce a învins candidatura nigeriană și a celorlalte două națiuni contracadidate: Angola și Libia. Candidaturile Mozambicului, Namibiei, Zimbabwelui și Senegalului au fost respinse. Pentru prima dată în istorie CAF-ul a ales gazdele a trei turnee succesive, în același timp: Angola a fost ales pentru a fi găzdă în 2010, Gabon și Guineea Ecuatorială au fost alese ca gazde pentru 2012, iar Libia a fost inițial alesă să fie gazdă a ediției din 2013. Datorită Războiului Civil Libian, Libia și Africa de Sud au făcut schmib de ediții, Libia devenind gazdă în 2017 și Africa de Sud în 2013.

## Calificările
Procesul de calificare implică zece grupe de patru echipe, dar una a fost redusă la trei echipe, după retragerea Mauritaniei, și una de cinci. Echipa de pe primul loc din fiecare grupă, precum și echipa de pe locul doi din grupa de cinci, se califică mai departe. La acestea se adaugă și cele mai bune două echipe de pe locul doi din grupele de patru echipe. La sfârșitul preliminariilor s-au calificat, pentru turneul final, 14 echipe, precum și cele două națiuni gazdă. Primele meciuri din calificări au avut loc la 1 iulie 2010.

### Echipe calificate

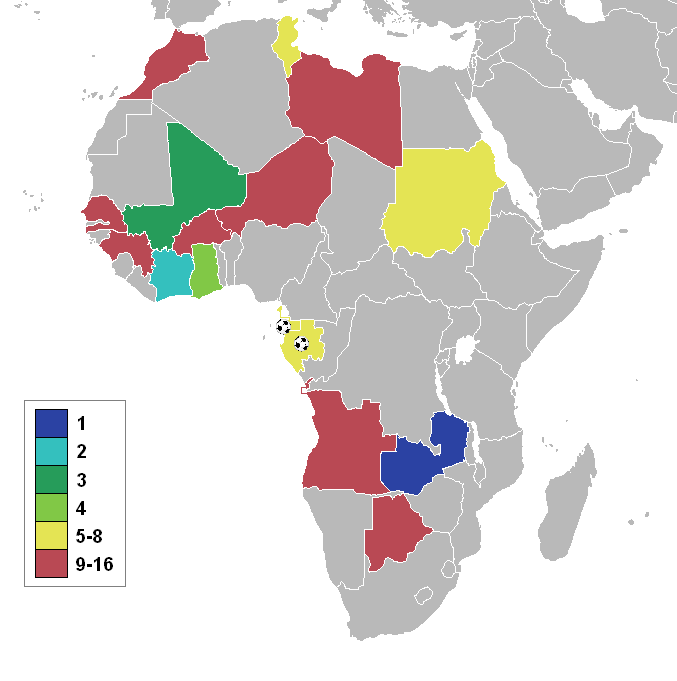
Echipe calificate.

| Țara                | Calificate ca         | Data calificării | Apariții | Cea mai bună performanță         | Forul regional | Clasament FIFA | Clasament continental |
| ------------------- | --------------------- | ---------------- | -------- | -------------------------------- | -------------- | -------------- | --------------------- |
| Gabon               | Gazdă                 | 29 iulie 2007    | 5        | Sferturi (1996)                  | UNIFFAC        | 77             | 17                    |
| Guineea Ecuatorială | Gazdă                 | 29 iulie 2007    | 1        | Debut                            | UNIFFAC        | 151            | 42                    |
| Mali                | Grupa A Locul I       | 8 octombrie 2011 | 7        | Locul II (1972)                  | WAFU           | 67             | 15                    |
| Guineea             | Grupa B Locul I       | 8 octombrie 2011 | 10       | Locul II (1976)                  | WAFU           | 79             | 18                    |
| Zambia              | Grupa C Locul I       | 8 octombrie 2011 | 15       | Locul II (1974, 1994)            | COSAFA         | 79             | 19                    |
| Maroc               | Grupa D Locul I       | 9 octombrie 2011 | 14       | Campion (1976)                   | UNAF           | 60             | 11                    |
| Senegal             | Grupa E Locul I       | 3 sept. 2011     | 12       | Locul II (2002)                  | WAFU           | 44             | 6                     |
| Burkina Faso        | Grupa F Locul I       | 3 sept. 2011     | 8        | Locul (1998)                     | WAFU           | 62             | 13                    |
| Niger               | Grupa G Locul I       | 8 octombrie 2011 | 1        | Debut                            | WAFU           | 98             | 24                    |
| Coasta de Fildeș    | Grupa H Locul I       | 5 iunie 2011     | 19       | Campion (1992)                   | WAFU           | 16             | 1                     |
| Ghana               | Grupa I Locul I       | 8 octombrie 2011 | 18       | Campion (1963, 1965, 1978, 1982) | WAFU           | 29             | 2                     |
| Angola              | Grupa J Locul I       | 8 octombrie 2011 | 6        | Sferturi (2008, 2010)            | COSAFA         | 84             | 20                    |
| Botswana            | Grupa K Locul I       | 26 martie 2011   | 1        | Debut                            | COSAFA         | 96             | 23                    |
| Tunisia             | Grupa K Locul II      | 8 octombrie 2011 | 15       | Campion (2004)                   | UNAF           | 60             | 11                    |
| Libia               | Primele două Locul II | 8 octombrie 2011 | 3        | Locul II (1982)                  | UNAF           | 63             | 14                    |
| Sudan               | Primele două Locul II | 9 octombrie 2011 | 8        | Campion (1970)                   | CECAFA         | 112            | 27                    |

## Stadioane
Meciul de deschidere, o semifinală și finala mică au avut loc în Guineea Ecuatorială, iar celaltă semifinală și finala au avut loc în Gabon.
| Bata               | BataMalabo            | Malabo                  |
| ------------------ | --------------------- | ----------------------- |
| Estadio de Bata    | BataMalabo            | Nuevo Estadio de Malabo |
|                    | BataMalabo            |                         |
| Capacitate: 37.500 | BataMalabo            | Capacitate: 15.250      |
| Libreville         | LibrevilleFranceville | Franceville             |
| Stade d'Angondjé   | LibrevilleFranceville | Stade de Franceville    |
|                    | LibrevilleFranceville |                         |
| Capacitate: 40.000 | LibrevilleFranceville | Capacitate: 35.000      |

## Tragerea la sorți
Tragerea la sorți pentru turneul final a avut loc la 29 octombrie 2011 în Sipopo Conference Palace din Malabo, Guineea Ecuatorială. La tragerea la sorți a ceremoniei au participat președinții celor două  țări gazdă, Ali Bongo președintele Gabonului și Teodoro Obiang Nguema președintele Guineea Ecuatorială.
Cele două gazde au fost distribuite automat în urna 1. Celelalte 14 țări calificate au fost împărțite în urne pe baza performanțelor de la ultimele trei turnee  2006, 2008 și 2010. Punctele se acordă în felul următor:
| Etapa      | Puncte acordate |
| ---------- | --------------- |
| Campion    | 7               |
| Locul II   | 5               |
| Semifinale | 3               |
| Sferturi   | 2               |
| Grupe      | 1               |

De asemenea s-a introdus și un coeficient cu care să fie multiplicate punctele obținute în funcție de ediție:
- 2010: punctele vor fi multiplicate cu 3
- 2008: punctele vor fi multiplicate cu 2
- 2006: punctele vor fi multiplicate cu 1

Echipele au fost împărțite în 4 urne alcătuite după punctaj. Fiecare grupă a conținut câte o echipă din fiecare urnă.
| Urna 1                                                                             | Urna 2                                                               | Urna 3                                                                | Urna 4                                                          |
| ---------------------------------------------------------------------------------- | -------------------------------------------------------------------- | --------------------------------------------------------------------- | --------------------------------------------------------------- |
| Guineea Ecuatorială (A1) · Gabon (C1) · Ghana (22 pct) · Coasta de Fildeș (17 pct) | Angola (11 pct) · Tunisia (9 pct) · Zambia (9 pct) · Guineea (6 pct) | Mali (5 pct) · Senegal (5 pct) · Maroc (3 pct) · Burkina Faso (3 pct) | Sudan (2 pct) · Libia (1 pt) · Botswana (0 pct) · Niger (0 pct) |

## Arbitri
CAF a selectat următorii arbitri pentru Cupa Africii pe Națiuni 2012.
| Arbitri | Arbitri asistenți |
| --- | --- |
| Mohamed Benouza Djamel Haimoudi Neant Alioum Noumandiez Doue Gehad Grisha Eric Otogo-Castane Bakary Gassama Hamada Nampiandraza Koman Coulibaly Ali Lemghaifry Rajindraparsad Seechurn Bouchaib El Ahrach Badara Diatta Eddy Maillet Daniel Bennett Khalid Abdel Rahman Slim Jedidi Janny Sikazwe | Albdelhak Etchiali Jean-Claude Birumushahu Evarist Menkouande Yanoussa Moussa Richard Bouende-Malonga Songuifolo Yeo Angesom Ogbamariam Theophile Vinga Aboubacar Doumbouya Marwa Range Moffat Champiti Balla Diarra Balkrishna Bootun Redouane Achik David Shaanika Peter Edibe Felicien Kabanda Djibril Camara Jason Damoo Zakhele Siwela Bechir Hassani |

## Loturi
Lotul fiecărei echipe pentru Cupa Africii pe Națiuni 2012 este alcătuit din 23 de fotbaliști. Fiecare națională participantă a trebuit să își anunțe loturile finale până la data de 11 ianuarie  2012. Echipele pot înlocui jucători în cazul accidentărilor serioase, până cel târziu cu 24 de ore înainte de ora primului meci.

## Faza grupelor
Grupele A și B se vor juca în Guineea Ecuatorială, iar grupele C și D se vor desfășura în Gabon.

### Criterii de departajare
În fotbal există mai multe metode de a departaja echipele cu un număr egal de puncte într-o grupă. Pentru turneul final al Cupei Africii pe Națiuni,
CAF folosește următorul sistem:
1. Cel mai mare număr de puncte obținute în toate cele trei meciuri din grupă;
2. Golaverajul realizat de fiecare echipă în toate meciurile din grupă;
3. Cel mai mare număr de goluri marcate în cele trei meciuri din grupă.
4. Cel mai mare număr de puncte obținute în meciurile din grupă între echipele aflate la egalitate;
5. Golaverajul rezultat din meciurile din grupă între echipele aflate la egalitate;
6. Cel mai mare număr de goluri marcate în meciurile din grupă de echipele aflate la egalitate;
7. Comitetul Organizatoric realizează o tragere la sorți pentru a determina echipele care promovează în faza următoare a competiției.

| Legenda culorilor din tabel                                         |
| ------------------------------------------------------------------- |
| Cele mai bine clasate două echipe avansează în sferturile de finală |
| Echipele de pe locul trei și patru sunt eliminate                   |

Toate orele sunt UTC+1(Ora Africii de Vest).

### Grupa A
| Echipa              | M | V | E | Î | GM | GP | G  | Pct |
| ------------------- | - | - | - | - | -- | -- | -- | --- |
| Zambia              | 3 | 2 | 1 | 0 | 5  | 3  | +2 | 7   |
| Guineea Ecuatorială | 3 | 2 | 0 | 1 | 3  | 2  | +1 | 6   |
| Libia               | 3 | 1 | 1 | 1 | 4  | 4  | 0  | 4   |
| Senegal             | 3 | 0 | 0 | 3 | 3  | 6  | −3 | 0   |

| Guineea Ecuatorială | 1 – 0   | Libia |
| ------------------- | ------- | ----- |
| Balboa 87'          | Cronica |       |

| Senegal    | 1 – 2   | Zambia                |
| ---------- | ------- | --------------------- |
| N'Doye 74' | Cronica | Mayuka 12' Kalaba 20' |

| Libia        | 2 - 2   | Zambia                    |
| ------------ | ------- | ------------------------- |
| Saad 5', 47' | Cronica | Mayuka 29' C. Katongo 54' |

| Guineea Ecuatorială  | 2 - 1   | Senegal |
| -------------------- | ------- | ------- |
| Randy 62' Kily 90+4' | Cronica | Sow 89' |

| Guineea Ecuatorială | 0 – 1   | Zambia         |
| ------------------- | ------- | -------------- |
|                     | Cronica | C. Katongo 68' |

| Libia            | 2 – 1   | Senegal        |
| ---------------- | ------- | -------------- |
| Boussefi 5', 84' | Cronica | D. N'Diaye 11' |

### Grupa B
| Echipa           | M | V | E | Î | GM | GP | G  | Pct |
| ---------------- | - | - | - | - | -- | -- | -- | --- |
| Coasta de Fildeș | 3 | 3 | 0 | 0 | 5  | 0  | +5 | 9   |
| Sudan            | 3 | 1 | 1 | 1 | 4  | 4  | 0  | 4   |
| Angola           | 3 | 1 | 1 | 1 | 4  | 5  | −1 | 4   |
| Burkina Faso     | 3 | 0 | 0 | 3 | 2  | 6  | −4 | 0   |

| Coasta de Fildeș | 1 – 0   | Sudan |
| ---------------- | ------- | ----- |
| Drogba 39'       | Cronica |       |

| Burkina Faso  | 1 – 2   | Angola                 |
| ------------- | ------- | ---------------------- |
| A. Traoré 57' | Cronica | Mateus 48' Manucho 68' |

| Sudan           | 2 – 2   | Angola                 |
| --------------- | ------- | ---------------------- |
| Bashir 33', 74' | Cronica | Manucho 5', 50' (pen.) |

| Coasta de Fildeș             | 2 – 0   | Burkina Faso |
| ---------------------------- | ------- | ------------ |
| Kalou 16' B. Koné 82' (o.g.) | Cronica |              |

| Sudan             | 2 – 1   | Burkina Faso    |
| ----------------- | ------- | --------------- |
| Mudather 33', 80' | Cronica | Ouédraogo 90+6' |

| Coasta de Fildeș   | 2 – 0   | Angola                          |
| ------------------ | ------- | ------------------------------- |
| Eboué 33' Bony 65' | Cronica | Nuevo Estadio de Malabo, Malabo |

### Grupa C
| Echipa  | M | V | E | Î | GM | GP | G  | Pct |
| ------- | - | - | - | - | -- | -- | -- | --- |
| Gabon   | 3 | 3 | 0 | 0 | 6  | 2  | +4 | 9   |
| Tunisia | 3 | 2 | 0 | 1 | 4  | 3  | +1 | 6   |
| Maroc   | 3 | 1 | 0 | 2 | 4  | 5  | −1 | 3   |
| Niger   | 3 | 0 | 0 | 3 | 1  | 5  | −4 | 0   |

| Gabon                      | 2 – 0   | Niger |
| -------------------------- | ------- | ----- |
| Aubameyang 30' N'Guéma 45' | Cronica |       |

| Maroc      | 1 – 2   | Tunisia              |
| ---------- | ------- | -------------------- |
| Kharja 86' | Cronica | Korbi 34' Msakni 75' |

| Niger       | 1 – 2   | Tunisia             |
| ----------- | ------- | ------------------- |
| N'Gounou 8' | Cronica | Msakni 4' Jemâa 90' |

| Gabon                                      | 3 – 2   | Maroc                    |
| ------------------------------------------ | ------- | ------------------------ |
| Aubameyang 77' Cousin 79' Mbanangoyé 90+7' | Cronica | Kharja 24', 90+1' (pen.) |

| Gabon          | 1 – 0   | Tunisia |
| -------------- | ------- | ------- |
| Aubameyang 62' | Cronica |         |

| Niger | 0 – 1   | Maroc        |
| ----- | ------- | ------------ |
|       | Cronica | Belhanda 79' |

### Grupa D
| Echipa   | M | V | E | Î | GM | GP | G  | Pct |
| -------- | - | - | - | - | -- | -- | -- | --- |
| Ghana    | 3 | 2 | 1 | 0 | 4  | 1  | +3 | 7   |
| Mali     | 3 | 2 | 0 | 1 | 3  | 3  | 0  | 6   |
| Guineea  | 3 | 1 | 1 | 1 | 7  | 3  | +4 | 4   |
| Botswana | 3 | 0 | 0 | 3 | 2  | 9  | −7 | 0   |

| Ghana           | 1 – 0   | Botswana |
| --------------- | ------- | -------- |
| John Mensah 25' | Cronica |          |

| Mali          | 1 – 0   | Guineea |
| ------------- | ------- | ------- |
| B. Traoré 30' | Cronica |         |

| Botswana             | 1 – 6   | Guineea                                                                |
| -------------------- | ------- | ---------------------------------------------------------------------- |
| Selolwane 23' (pen.) | Cronica | S. Diallo 15', 27' A. R. Camara 42' Traoré 45+4' M. Bah 84' Soumah 86' |

| Ghana                | 2 – 0   | Mali |
| -------------------- | ------- | ---- |
| Gyan 63' A. Ayew 76' | Cronica |      |

| Botswana  | 1 – 2   | Mali                      |
| --------- | ------- | ------------------------- |
| Ngele 50' | Cronica | Dembélé 56' Se. Keita 74' |

| Ghana             | 1 – 1   | Guineea            |
| ----------------- | ------- | ------------------ |
| Agyemang-Badu 28' | Cronica | A. R. Camara 45+2' |

## Faza eliminatorie
|  | Sferturi de finală        | Sferturi de finală       |                           |       | Semifinale  | Semifinale  |  |  | Finala                | Finala |
|  |                           |                          |                           |       |             |             |  |  |                       |        |
|  | 4 februarie – Bata        |                          |                           |       |             |             |  |  |                       |        |
|  |                           |                          |                           |       |             |             |  |  |                       |        |
|  | Zambia                    | 3                        |                           |       |             |             |  |  |                       |        |
|  | Zambia                    | 3                        | 8 februarie – Bata        |       |             |             |  |  |                       |        |
|  | Sudan                     | 0                        |                           |       |             |             |  |  |                       |        |
|  | Sudan                     | 0                        | Zambia                    | 1     |             |             |  |  |                       |        |
|  | 5 februarie – Franceville |                          | Zambia                    | 1     |             |             |  |  |                       |        |
|  |                           | Ghana                    | 0                         |       |             |             |  |  |                       |        |
|  | Ghana                     | Ghana                    | 0                         | 2     |             |             |  |  |                       |        |
|  | Ghana                     |                          | 12 februarie – Libreville | 2     |             |             |  |  |                       |        |
|  | Tunisia                   | 1                        |                           |       |             |             |  |  |                       |        |
|  | Tunisia                   | 1                        | Zambia (p)                | 0 (8) |             |             |  |  |                       |        |
|  | 5 februarie – Libreville  |                          | Zambia (p)                | 0 (8) |             |             |  |  |                       |        |
|  |                           | Coasta de Fildeș         | 0 (7)                     |       |             |             |  |  |                       |        |
|  | Gabon                     | Coasta de Fildeș         | 0 (7)                     | 1(4)  |             |             |  |  |                       |        |
|  | Gabon                     | 8 februarie – Libreville |                           | 1(4)  |             |             |  |  |                       |        |
|  | Mali                      | 1(5)                     |                           |       |             |             |  |  |                       |        |
|  | Mali                      | 1(5)                     | Mali                      | 0     | Finala mică | Finala mică |  |  |                       |        |
|  | 4 februarie – Malabo      |                          | Mali                      | 0     | Finala mică | Finala mică |  |  |                       |        |
|  |                           | Coasta de Fildeș         | 1                         |       |             |             |  |  |                       |        |
|  | Coasta de Fildeș          | Coasta de Fildeș         | 1                         | 3     | Ghana       | 0           |  |  |                       |        |
|  | Coasta de Fildeș          |                          |                           | 3     | Ghana       | 0           |  |  |                       |        |
|  | Guineea Ecuatorială       | 0                        |                           | Mali  | 2           |             |  |  |                       |        |
|  | Guineea Ecuatorială       | 0                        |                           |       | 2           |             |  |  |                       |        |
|  |                           |                          |                           |       |             |             |  |  | 11 februarie – Malabo |        |
|  |                           |                          |                           |       |             |             |  |  |                       |        |

Toate orele sunt Ora Africii de Vest (UTC+1).

### Sferturi
| Zambia                                | 3 – 0   | Sudan |
| ------------------------------------- | ------- | ----- |
| Sunzu 15' C. Katongo 66' Chamanga 86' | Cronica |       |

| Coasta de Fildeș             | 3 – 0   | Guineea Ecuatorială |
| ---------------------------- | ------- | ------------------- |
| Drogba 36', 69' Y. Touré 81' | Cronica |                     |

| Gabon                                               | 1 – 1 (d.p.) | Mali                                               |
| --------------------------------------------------- | ------------ | -------------------------------------------------- |
| Mouloungui 55'                                      | Cronica      | Diabaté 84'                                        |
| Poko · Mbanangoyé · Mouloungui · Aubameyang · Manga | 4 – 5        | Diabaté · Yatabaré · Kanté · B. Traoré · Se. Keita |

| Ghana                        | 2 – 1 (d.p.) | Tunisia     |
| ---------------------------- | ------------ | ----------- |
| John Mensah 10' A. Ayew 101' | Cronica      | Khelifa 42' |

### Semifinalele
| Zambia     | 1 – 0 | Ghana |
| ---------- | ----- | ----- |
| Mayuka 78' |       |       |

| Gabon | 0 – 1 | Coasta de Fildeș |
| ----- | ----- | ---------------- |
|       |       | Gervinho 45'     |

### Finala mică
| Ghana | 0 – 2   | Gabon            |
| ----- | ------- | ---------------- |
|       | Cronica | Diabaté 23', 80' |

### Finala
| Zambia                                                                                   | 0 – 0 (d.p.) | Coasta de Fildeș                                                                |
| ---------------------------------------------------------------------------------------- | ------------ | ------------------------------------------------------------------------------- |
|                                                                                          | Cronica      |                                                                                 |
| C. Katongo · Mayuka · Chansa · F. Katongo · Mweene · Sinkala · Chisamba · Kalaba · Sunzu | 8 – 7        | Tioté · Bony · Bamba · Gradel · Drogba · Tiéné · Ya Konan · K. Touré · Gervinho |

| Câștigătorii Cupa Africii pe Națiuni 2012 |
| ----------------------------------------- |
| · Zambia · Primul titlu                   |

3 goluri
| - Manucho - Didier Drogba - Pierre-Emerick Aubameyang | - Cheick Diabaté - Houssine Kharja | - Christopher Katongo - Emmanuel Mayuka |

2 goluri
| - André Ayew - John Mensah - Abdoul Camara | - Sadio Diallo - Ihaab Boussefi - Ahmed Saad Osman | - Mohamed Ahmed Bashir - Mudather El Tahir - Youssef Msakni |

1 gol
| - Mateus - Mogakolodi Ngele - Dipsy Selolwane - Issiaka Ouédraogo - Alain Traoré - Wilfried Bony - Emmanuel Eboué - Gervinho - Salomon Kalou - Yaya Touré - Javier Balboa - Kily | - Randy - Daniel Cousin - Bruno Zita Mbanangoyé - Eric Mouloungui - Stéphane N'Guéma - Emmanuel Agyemang-Badu - Asamoah Gyan - Mamadou Bah - Naby Soumah - Ibrahima Traoré - Garra Dembélé - Seydou Keita | - Bakaye Traoré - Younès Belhanda - William N'Gounou - Deme N'Diaye - Dame N'Doye - Moussa Sow - Issam Jemâa - Saber Khelifa - Khaled Korbi - James Chamanga - Rainford Kalaba - Stophira Sunzu |

Autogoluri
- Bakary Koné (jucând împotriva Coastei de Fildeș)

## Mascota
Mascota Cupei Africii pe Națiuni 2012 a fost dezvăluită pe 16 septembrie 2011 în timpul unei ceromii în Libreville, Gabon. Mascota se numește Gaguie și este o gorillă ce poartă un echipament alb-verde, aceste două culori sunt culorile țărilor gazdă Gabon și Guineea Ecuatorială.

## Mingea de joc
Mingea oficială pentru turneul din 2012 a fost proiectată și produsă de Adidas, numele oficial al acesteia este Comoequa. Numele provine de la râul Como ce curge prin cele două țări gazdă și de la Ecuator ce traversează cele două țări din Africa.